# Крис Мирс
Кристофер Џејмс Мирс (енгл. Christopher James Mears; Рединг, 7. фебруар 1993) елитни је британски скакач у воду. Његова специјалност су скокови са даске са висине од једног и три метра појединачно и скокови са даске са 3 метра у конкуренцији синхронизованих парова.
Први значајнији успех у каријери остварио је 2008. на јуниорском првенству Велике Британије где је освојио прво место у скоковима са даске са висине од једног метра, а нешто касније освојио је и три медаље на првенству Европе за јуниоре. Током припрема за Олимпијски фестивал младих, у јануару 2009. у Сиднеју доживео је раптуру слезине. У исто време откривена му је и мононуклеоза. Мирс је неколико дана био у стању клиничке смрти, а према проценама лекара његове шанасе за повратак у свет професионалног спорта након тога су биле минималне. Међутим, Мирс је успео да се постепено врати у форму и свега 18 месеци након операције наступио је на Играма Комонвелта у Њу Делхију 2010. где је заузео 4. место у синхроним скоковима.
Мирс је био у скакачком тиму Велике Британије на Летњим олимпијским играма 2012. у Лондону, и такмичио се у обе дисциплине скокова са даске са висине од 3 метра. У појединачној дисциплини 3 m заузео је 9. место у финалу, а његов последњи скок је оцењен са 100,70 поена што је била највећа оцена током целог такмичења. У пару са Николасом Бејкером заузео је 5. место.
Највећи успех у досадашњој каријери остварио је на Светском првенству 2015. у руском Казању где је у пару са Џеком Лоом освојио бронзану медаљу у дисциплини даска 3 m синхронизовано.
У слободно време Мирс наступа као диск-џокеј. Активиста је и промотер права ЛГБТ особа, нарочито код ЛГБТ спортиста. Лондонски геј магазин Attitude уврстио га је 2013. на листу 100 најзгоднијих мушкараца на планети.